# Control de moviment
El control de moviment és un subcamp de l'automatització, que abasta els sistemes o subsistemes que intervenen en les parts mòbils de les màquines de manera controlada. Els components principals implicats solen incloure un controlador de moviment, un amplificador d'energia i un o més motors principals o actuadors. El control de moviment pot ser un circuit obert o un circuit tancat. En sistemes de bucle obert, el controlador envia un comandament a través de l'amplificador al motor principal o actuador, i no sap si el moviment desitjat realment s'ha aconseguit. Els sistemes típics inclouen motor de pas a pas o control continuat. Per a un control més estricte i amb més precisió, es pot afegir al sistema un dispositiu de mesura (normalment prop del moviment final). Quan la mesura és convertida en un senyal que s'envia de nou al controlador i el controlador rectifica qualsevol error, es converteix en un sistema de circuit tancat.
Normalment, la posició o la velocitat de les màquines es controla utilitzant algun tipus de dispositiu, com ara una bomba hidràulica, un actuador lineal o un motor elèctric, generalment un servomecanisme.
El control del moviment és una part important de la robòtica i d'eines de màquina CNC, però en aquests casos és més complex que quan s'utilitza amb màquines especialitzades, on la cinemàtica sol ser més senzilla. Aquest últim sol anomenar-se General Motion Control (GMC). El control de moviment s'utilitza àmpliament en les indústries d'envasat, d'impressió, tèxtils, de producció de semiconductors i muntatge. El control de Moviment engloba totes les tecnologies relacionades amb el moviment d'objectes. Cobreix tots els sistemes de moviment de sistemes de mida micro com ara actuadors de microinducció de tipus silici a sistemes micro-simples com una plataforma espacial. Però, actualment, el focus del control de moviment és la tecnologia especial de control de sistemes de moviment amb actuadors elèctrics com servomotors DC / AC. El control dels manipuladors robòtics també s'inclou en el camp del control del moviment, ja que la majoria dels manipuladors robòtics són impulsats per servomotors elèctrics i l'objectiu clau és el control del moviment.

## Visió general
L'arquitectura bàsica d'un sistema de control de moviment conté:
- Un controlador de moviment per generar punts de conjunt (la sortida desitjada o perfil de moviment) i (en sistemes de circuit tancat) tancar una posició o bucle de retroalimentació de la velocitat.[2]
- Un amplificador per transformar el senyal de control del controlador de moviment en energia que es presenta a l'actuador. Manejos "intel·ligents" més nous poden tancar internament la posició i els circuits de velocitat, resultant en un control molt més acurat.
- Un motor principal o actuador com ara una bomba hidràulica, un cilindre pneumàtic, un actuador lineal, o un motor elèctric per a moviments de sortida.
- En sistemes de circuit tancant, un o més sensors de retroalimentació com codificadors rotatius, resolvers o dispositius d'Efecte Hall per retornar la posició o la velocitat de l'actuador al controlador de moviment per tal de tancar la posició o el control de velocitat.
- Components mecànics per transformar el moviment de l'actuador al moviment desitjat, incloent: engranatges, eixos, cargols, cinturons, connexions, i coixinets lineals i rotacionals.

L'interfície entre el controlador del moviment i els manejos és molt crítica quan cal el moviment coordinat, ja que ha de proporcionar sincronització rigorosa. Històricament l'única interfície oberta era un senyal analògic, fins que les interfícies obertes van ser desenvolupades i que van satisfer els requisits de control de moviment coordinat, el qual el primer va ser SERCOS el 199, que ara és millorat a SERCOS III. Altres interfícies més tardanes capacess de controlar el moviment inclouen IP/d'Ethernet, Profinet IRT, Ethernet Powerlink, i EtherCAT.
Funcions de control comú inclouen:
- Control de velocitat.
- Control de posició (punt-a-punt): hi ha diversos mètodes per computar la trajectòria d'un moviment. Aquests són sovint basats en els perfils de velocitat d'un moviment com ara un perfil triangular, un perfil trapezoïdal, o un S-perfil de corba.
- Pressió o control de força.
- Control d'impedància: Aquest tipus de control és adequat per interacció d'entorn i manipulació d'objectes, com en la robòtica.
- Engranatge electrònic (o perfils de càmera): La posició d'un eix és matemàticament enllaçada a la posició d'un eix mestre. Un exemple bo n'és un sistema on dos tambors rotacionals giren a una proporció donada entre ells. Un cas més avançat de d'engranatge electrònic és electrònic "camming". Aquí, un eix secundari segueix un perfil que és una funció de la posició mestra. Aquest perfil no ha de ser saltat, però ha de ser una funció animada.